# Venucia V-Online

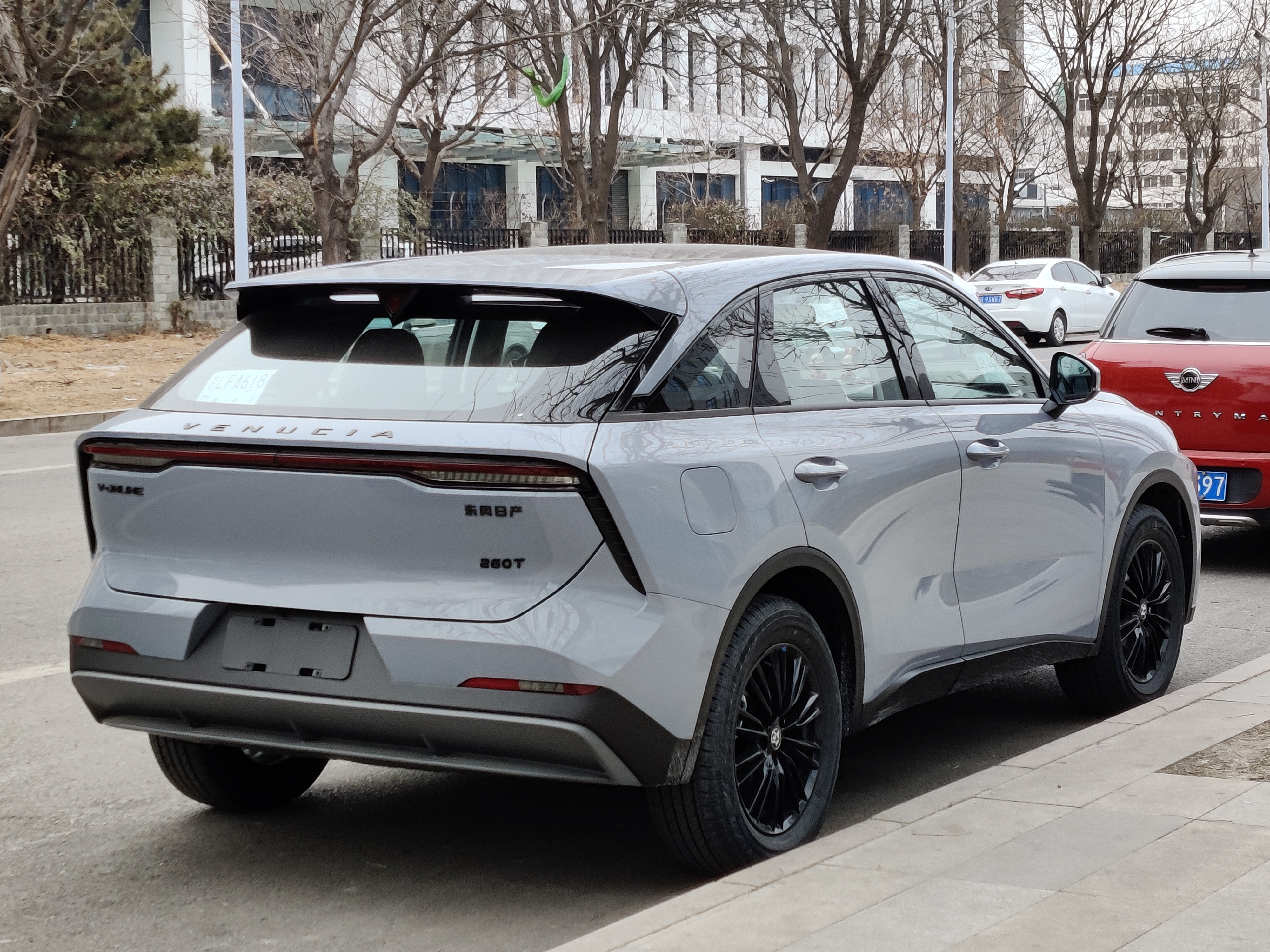
Вид сзади

Venucia V-Online — компактный фастбэк-кроссовер, выпускаемый подразделением Venucia компании Dongfeng с 2021 года. Китайское название — Da-V (大V), иногда его называют Big V или Grand V.

## Описание
Впервые Venucia V-Online был представлен 20 августа 2021 года, сразу после этого продажи автомобиля начались в материковом Китае. В иерархии автомобиль расположен ниже Venucia Xing.

## Технические характеристики
V-Online оснащён 1,5-литровым бензиновым двигателем мощностью 140 кВт (187 л. с.) с приводом на передние колёса. Двигатель сочетается в паре с семиступенчатой трансмиссией с двойным сцеплением. До 100 км/ч автомобиль разгоняется за 8,8 секунд.